# Abdullah I al Iordaniei
Abdullah I al Iordaniei (Abdallah ibn Hussein) a fost un emir (1921-1946), rege (1946-1949) al Transiordaniei și rege al Iordaniei (1949-1951).

## Viața timpurie
Abdallah, în ortografie engleză Abdullah, s-a născut la 2 februarie 1882 ca cel de-al doilea fiu al emirului Meccăi, Ali Hussein. Era membru al Dinastiei Hașemite despre care se spune că s-ar trage din profetul Mahomed. Abdullah nu se împăca deloc cu ideea că Mecca (orașul unde s-a născut profetul Mahomed) era sub jug otoman. În 1916 prințul Abdallah se aliază cu britanicii și începe Revolta Arabă. În octombrie 1918 Imperiul Otoman capitulează iar o lună mai târziu Primul Război Mondial ia sfârșit iar fratele lui Abdallah, Faisal, devine rege al Siriei. Dar francezii doreau Siria deci au început un război. Sigur că Abdullah a vrut să intervină dar englezii l-au convins să nu o facă.

## Emir al Transiordaniei
Așa cum fratele său a devenit la 23 august 1921 rege al Iraqului, Abdullah a devenit emir al Transiordaniei la 11 aprilie 1921. Doar că era sub protectorat britanic. Transiordania a intrat în Al Doilea Război Mondial în 1945 de partea Aliaților. Protectoratul britanic s-a încheiat un an mai târziu, la 25 mai 1946. Atunci Abdullah a devenit rege.

## Domnia ca rege
Abdallah avea o utopie, să unească toate țările din Orientul Mijlociu și să creeze un singur regat arab musulman. În timpul Războiul Arabo-Israelian din 1948-1949 Iordania s-a implicat activ și a reușit să ocupe malul de vest al Râului Iordan, inclusiv Ierusalimul de est cu Orașul Vechi. Aceste teritorii vor rămâne în posesia Iordaniei până în 1967. Abdallah a fost asasinat de un palestinian la 20 iulie 1951 in Moscheea Al Aksa din Ierusalim. E succedat de fiul său, Talal. 
| Predecesor: Noua creație           | Emir al Transiordaniei sub mandat britanic 1923 – 1946 | Succesor: Regat                     |
| Predecesor: Emiratul               | Rege al Transiordaniei 1946–1949                       | Succesor: Rege al Iordaniei         |
| Predecesor: Rege al Transiordaniei | Rege al Regatului Hașemit al Iordaniei 1949–1951       | Succesor: Regele Talal bin Abdallah |